# 1280年代
1280年代（せんにひゃくはちじゅうねんだい）は、西暦（ユリウス暦）1280年から1289年までの10年間を指す十年紀。

## できごと
- この頃、イタリアで眼鏡が発明される

### 1281年
- 亀山天皇が譲位し、第90代後宇多天皇が即位。
- 弘安の役。

### 1282年
- シチリアの晩鐘。

### 1284年
- 北条貞時が鎌倉幕府第9代執権に就任。

### 1287年
- 後宇多天皇が譲位し、第91代伏見天皇が即位。

### 1289年
- 久明親王が鎌倉幕府第8代将軍となる。